# Scythris popescugorji
Scythris popescugorji é uma espécie de insetos lepidópteros, mais especificamente de traças, pertencente à família Scythrididae.
A autoridade científica da espécie é Passerin d'Entrèves, tendo sido descrita no ano de 1984.
Trata-se de uma espécie presente no território português.